# 顺德市
顺德市，广东旧市（县级市）名，1992年改顺德县置，隶属佛山市，2003年12月撤销顺德市，改建顺德区。顺德市撤销前总人口1,694,152人（2000年人口普查）。

## 历史沿革
1992年3月26日，民政部批准順德縣改設縣級市，4月30日，順德市人民政府正式成立。1999年7月27日，廣東省委、省政府正式批覆關於確定順德市為率先基本實現現代化試點市的意見，批覆同意在維持順德市目前縣級建制不變的前提下，除黨委、紀檢、監察、法院、檢察院等系統和國家垂直管理部門仍維持現行管理權限由佛山市代管外，其他所有的經濟、社會、文化等方面的事務，賦予順德市行使地級市的管理權限，並直接對省負責。2003年1月8日，順德併入佛山，撤縣級市設佛山市順德區。2004年1月28日，順德固網電話號碼升位，原有的區碼0765被取消，換成與佛山一樣的0757，並在所有固網電話號碼之前加上"2"字，成為8位的電話號碼。
2010年4月，经广东省国土、规划等相关部门的协调，并报请省政府同意，由珠海市横琴新区管委会收回佛山市顺德区在横琴岛中心沟顺德围垦区内的全部国有土地使用权。